# Relațiile dintre Republica Moldova și Germania
Relațiile dintre Republica Moldova și Germania sunt relații externe dintre Republica Federală Germană și Republica Moldova. Germania are o ambasadă deschisă la Chișinău. Republica Moldova are o ambasadă în Berlin. Germania s-a numărat printre primele țări care au recunoscut independența Republicii Moldova și a înființat o misiune diplomatică.

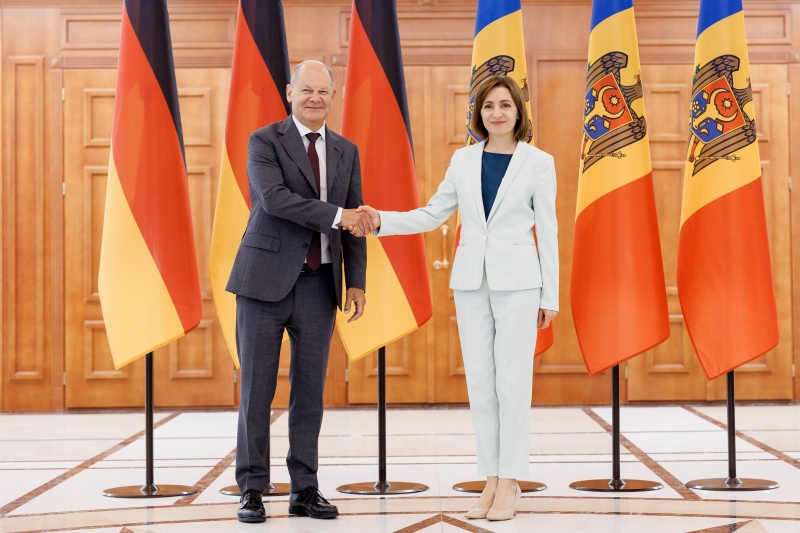
Cancelarul Germaniei Olaf Scholz și președinta Maia Sandu la Chișinău